# Casearia guianensis
Casearia guianensis (Aubl.) Urb. ( sinônimo Casearia ramiflora Vahl.) conhecido popularmente como café-do-diabo e fruta-de-saíra, é uma espécie de planta da família Salicaceae. É nativa da América tropical. Possui folhas pequenas e serreadas, flores pequenas e alvacentas e frutos capsulares. A casca do tronco é adstringente.